# Styphnate de plomb
Le styphnate de plomb (2,4,6-trinitrorésorcinate1 de plomb, C6HN3O8Pb ), dont le nom est dérivé de l'acide styphnique, est un explosif utilisé comme composant des explosifs primaires et des mélanges détonants pour les explosifs secondaires moins sensibles.
Il existe deux formes de styphnate de plomb : des cristaux monohydrates à six côtés et des petits cristaux rectangulaires. La couleur du styphnate de plomb varie entre le jaune et le brun. Le styphnate de plomb est très sensible au feu et aux décharges d'électricité statique. Quand il est sec, il peut facilement détoner sous l'effet des décharges statiques du corps humain. Plus les cristaux sont longs et étroits, plus le styphnate de plomb est sensible à l'électricité statique. Le styphnate de plomb ne réagit pas avec les métaux et est moins sensible aux chocs et aux frottements que le fulminate de mercure ou l'azoture de plomb. Le styphnate de plomb est faiblement soluble dans l'eau et dans le méthanol et peut être neutralisé par une solution de carbonate de sodium. Il est stable en stockage, même à des températures élevées.
Comme les autres composés contenant du plomb, le styphnate de plomb est toxique pour l'homme par ingestion, c'est-à-dire qu'il peut provoquer des empoisonnements par les métaux lourds.

## Source
- (en) Cet article est partiellement ou en totalité issu de l’article de Wikipédia en anglais intitulé « Lead styphnate » (voir la liste des auteurs).